# Henri Padou junior
Henri Gérard Marcel Padou (* 21. August 1928 in Tourcoing; † 16. November 1999 in Marcq-en-Barœul) war ein  französischer Schwimmer. Er gewann eine olympische Bronzemedaille.

## Sportliche Karriere
Sein einziger internationaler Einsatz als Schwimmer waren die Olympischen Spiele 1948 in London. Über 100 Meter Freistil schied er als Dritter seines Vorlaufs mit der 21. Zeit aus. Die französische 4-mal-200-Meter-Freistilstaffel mit Joseph Bernardo, René Cornu, Henri Padou junior und Alex Jany erreichte das Finale mit der drittbesten Vorlaufzeit. Im Finale siegte die Staffel aus den Vereinigten Staaten mit 2,4 Sekunden Vorsprung vor den Ungarn. 19,6 Sekunden hinter den Ungarn schlugen die Franzosen als Dritte an, 1,1 Sekunden dahinter wurden die Schweden Vierte.
Henri Padous Vater war der Schwimmer und Wasserballolympiasieger Henri Padou senior. Henri Padou junior spielte wie sein Vater Wasserball beim Verein EN Tourcoing. Seine einzige Medaille mit der französischen Nationalmannschaft gewann er bei den Mittelmeerspielen 1955, als die Franzosen Zweite hinter den Italienern wurden.